# Robinson (Dacota do Norte)
Robinson é uma cidade localizada no estado norte-americano de Dacota do Norte, no Condado de Kidder.

## Demografia
Segundo o censo norte-americano de 2000, a sua população era de 71 habitantes.
Em 2006, foi estimada uma população de 63, um decréscimo de 8 (-11.3%).

## Geografia
De acordo com o United States Census Bureau tem uma área de
0,4 km², dos quais 0,4 km² cobertos por terra e 0,0 km² cobertos por água. Robinson localiza-se a aproximadamente 546 m acima do nível do mar.

## Localidades na vizinhança
O diagrama seguinte representa as localidades num raio de 36 km ao redor de Robinson.